# Mujeres, raza y clase

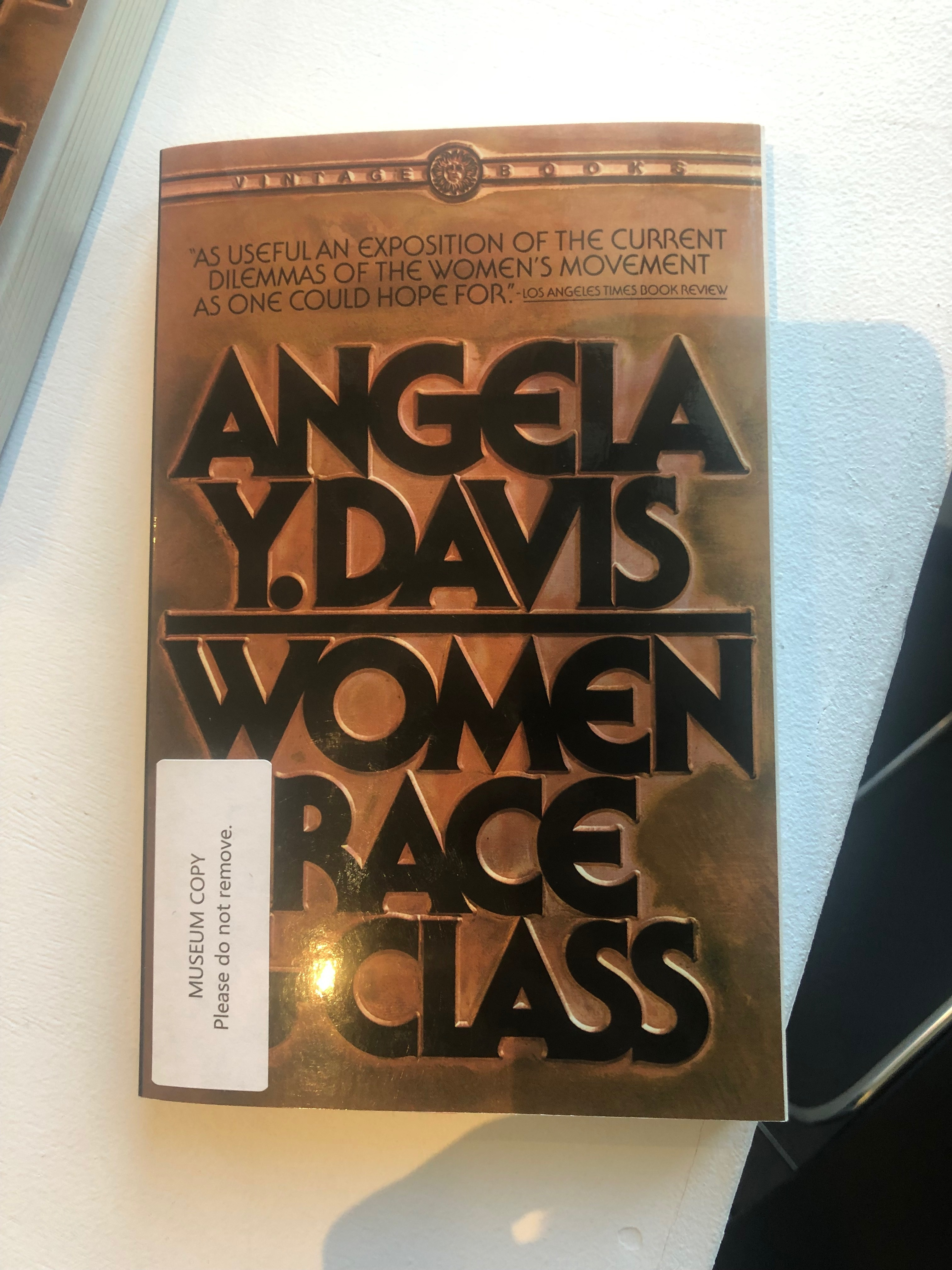
Edición en inglés del libro.

Mujeres, raza y clase (Women, Race and Class) es un libro publicado en 1981 de la académica y autora estadounidense Angela Davis. Contiene un análisis feminista marxista del género, la raza y la clase. Es el tercer libro escrito por Davis. Cubre la historia de los Estados Unidos desde la trata de esclavos y los movimientos abolicionistas hasta los movimientos de liberación de la mujer que comenzaron en la década de 1960.

## Antecedentes
Angela Davis nació en Alabama, Estados Unidos, en 1944 siendo la mayor de cuatro hijos en una familia negra de clase media. Fue una activista desde temprana edad, inspirada por las figuras femeninas de su familia, que se oponían a las leyes Jim Crow, y se involucró con grupos socialistas y el marxismo-leninismo. Asistió a la Universidad de Brandeis, especializándose en francés. Más tarde estudió con el filósofo Herbert Marcuse y se unió al Partido Pantera Negra y al Partido Comunista de los Estados Unidos, a fines de la década de 1960. Tras completar una maestría, comenzó a enseñar filosofía en la Universidad de California, Los Ángeles. Fue despedida numerosas veces por sus posturas políticas y encarcelada durante dos años por comprar unas armas que usaría después el revolucionario Jonathan P. Jackson. Tras ser puesta en libertad en 1972 terminó siendo absuelta.
Mujeres, raza y clase fue el tercer libro de Davis. El primero fue If They Come in the Morning: Voices of Resistance (1971), una colección de escritos editados por Davis, incluidas contribuciones en las que habla de sus experiencias en la prisión, y Angela Davis: Autobiografía (Angela Davis: An Autobiography) (1974), que trataba sobre el movimiento civil de derechos humanos y el impacto que tuvo en sus convicciones.

## Sinopsis
Mujeres, raza y clase es una colección de trece ensayos sobre el movimiento de liberación de la mujer estadounidense desde la década de 1960 hasta el momento en que se publicó el libro y sobre la esclavitud en los Estados Unidos. Aplica el análisis marxista a la relación de clase y raza con el capitalismo. Davis critica que el movimiento de liberación de la mujer haya sido dirigido por y para mujeres blancas de clase media, con exclusión de las mujeres negras, otras mujeres de color y otras clases sociales. Las mismas críticas hace del sufragio femenino. Davis habla también sobre la participación de mujeres blancas en el movimiento abolicionista. El libro trata además la importancia de los clubes de mujeres.
Davis explora el papel económico de las esclavas negras.  Escribe que las mujeres negras bajo la esclavitud tuvieron luchas similares a las de los hombres negros, ambos grupos compartían las tareas del trabajo manual y participaban en el activismo abolicionista. Sin embargo, se esperaba que las mujeres realizaran el trabajo doméstico, como hacían las mujeres de otras razas.  En un claro compromiso con el análisis marxista, Davis argumenta que la liberación de la mujer debe consistir en que las mujeres participen en el trabajo asalariado y el trabajo doméstico se socialice. Considera que la violación es un crimen de poder, dando el ejemplo de los hombres blancos que violan a sus esclavos negros. Davis describe el papel de la raza en la violación y el arquetipo del violador negro. También habla sobre la raza y el control de la natalidad, vinculando losmovimientos por el derecho al aborto con la Sociedad de Eugenesia. Trata además sobre la esterilización de mujeres negras y puertorriqueñas.

## Análisis
Bernice McNair Barnett de la revista Race, Gender & Class escribió que, en Women, Race and Class, Davis fue una de las primeras académicas en hacer un análisis interseccional de raza, género y clase. Ella y otras escritoras de color de la misma época llevaron el desarrollo de tales análisis e investigaciones al mundo académico. El campo a veces se conoce como "estudios integradores de raza, género y clase".  Los revisores de Race & Class compararon el libro con ¿No soy una mujer? (1981) de bell hooks, ya que ambos comienzan con comparaciones entre mujeres blancas y negras en el abolicionismo y los movimientos sufragistas de los Estados Unidos.

## Recepción
Valerie A. Batts, de la revista Women & Therapy, elogió el libro como un "relato extremadamente bien documentado" de los movimientos de mujeres en los Estados Unidos. Elogió el estilo de Davis como "claro y muy ameno".  Anne Laurent, del Washington Post, estuvo de acuerdo en que el libro estaba "bien documentado" en términos de historia temprana, pero lo criticó por ofrecer "poca información nueva" y por estar "curiosamente fechado" sobre la historia contemporánea. Elogió la "abundancia fáctica" del libro, pero comentó que era "una recopilación de ensayos dispares".  Los revisores de Race & Class criticaron que algunas preguntas quedaran sin respuesta, particularmente con respecto al análisis marxista omitiendo la discusión de las relaciones de las mujeres para usar el valor y el valor de cambio en una economía capitalista, y no teniendo en cuenta el hecho de que la subordinación del trabajo de las mujeres al salario no sería deseable.